# Харьков-Левада
Левада, Харьков-Левада (укр. Харків-Левада) — пассажирская железнодорожная станция Южной железной дороги в Харькове.
Находится в Основянском административном районе города. Здание вокзала имеет категорию «III класс».
Пересадка на троллейбусы (маршруты № 3,5,6), автобус № 46, трамвай № 27 с улицы Гольдберговской (бывш. 1-й Конной Армии), маршрутные такси, междугородние автобусы (в непосредственной близости находится автовокзал), метро (станция «Левада»).

## Путевое развитие
Станция Левада тупиковая. Пути № 1—3 специализированы на прибытие поездов, 4—7 на отправление со станции.
Для посадки-высадки пассажиров старые аварийные высокие платформы были заменены на низкие с плиточным покрытием.
Над всеми четырьмя платформами имеются навесы.

## Здания
Станция Харьков-Левада с 1996 года является пассажирской станцией пригородного сообщения.
29 декабря 2001 года на станции был открыт пригородный павильон нового поколения: установлена первая на Украине система турникетного контроля прохода пассажиров, большой и красивый зал ожидания с удобными лавочками, залом повышенного комфорта, небольшим кафе. Также на вокзале впервые на УЗ были сделаны турникеты на выход со станции с кассами по продаже билетов на выход, то есть пассажиры, которые не успели купить билет до посадки в поезд, могут приобрести его по приезде в город. В ночное время купол пригородного павильона красиво подсвечивается. На данный момент 3 кассы в административном здании работают по продаже билетов в дальнем сообщении, из них одна через интернет, а 8 касс пригородного павильона работают как в дальнем сообщении, так и в пригородном. За сутки вокзал обслуживает до 15000 пассажиров.
Во время реконструкции вокзала был создан целый комплекс, который включил в себя реконструкцию всей станции. Все здания были реконструированы и составляют единый комплекс голубых зданий, покрытых синей черепицей. Построено новое здание бесплатного санузла для пассажиров, гармонично вписавшееся в ансамбль.

## Пути
К станции подходит одна колея, ввиду того, что на перегоне между Левадой и Верещаковкой не построены секции для второго пути. Раньше вторая колея доходила до путепровода и заканчивалась стрелкой и тупиком. Есть мнение, что в 1999 году вторая колея была снята, хотя, по сути, её просто оптимизировали, тем самым перенесли стрелочный перевод ближе к станции. Ввиду того, что развития станции и увеличения пассажиропотока на Леваду не предвидится, возможность постройки моста и путепровода для второго пути не рассматривается.

## Пригородные поезда
Станция отправляет пригородные поезда до станций: Безлюдовка, Граково, Балаклея, Золочев, Савинцы, Изюм, Лиман, Люботин, Мерчик, Основа, Терновое, Шебелинка.
Кроме того, имеются в ходу ускоренные электропоезда дальнего следования:
- 6445/6446 Харьков-Левада — Лиман

- 7005/7006 Харьков-Левада — Изюм

С февраля 2015 года поезда «Харьков-Левада — Донецк» и «Харьков-Левада — Дебальцево» не курсируют.

## Фото
- Платформы и два эл.поезда ЭР2
- Одна колея к югу от Левадского моста

- Платформы станции